# Rough Fell
Le rough fell est une race ovine de hautes régions, originaire du Nord de l'Angleterre. Il est répandu dans les élevages de landes (moors) et de collines montagneuses (fells), d'où son nom. Il est largement distribué dans le Sud de la Cumbria, le Cumberland, dans le West Riding of Yorkshire, les Yorkshire Dales, les fells du Westmorland, dans le Nord du Lancashire et récemment dans les hautes terres du Devon, au Sud-Ouest de l'Angleterre.
C'est une race extrêmement rustique et résistante, adaptée aux conditions des régions montagneuses du Nord de l'Angleterre et qui peut être entièrement élevée à l'air libre. Elle est élevée pour sa viande et pour sa laine.
Elle est caractérisée par sa tête noire marquée de blanc sur le mufle et ses grandes cornes spiralées pour les deux sexes. Sa toison blanche est longue et épaisse. Le bélier peut peser 80 kg et la brebis, 50 kg. Cette race est aussi employée pour l'amélioration d'autres races, vers plus de rusticité. 